# アドリアン・ジャウジ
アドリアン・ジャウジ（Adrian Antoine Abou Jaoude、1981年10月11日 - ）は、ブラジルのレスリング・フリースタイル選手、プロレスラー。レバノン・ベイルート出身のレバノン系ブラジル人。WWEに所属。
兄のアントワン・ジャウジは総合格闘家。

## 来歴

### レスリング
幼少時代より兄であるアントワン・ジャウジと共にレスリングに打ち込む。フリースタイル84kg級を主戦場として活動する。
2003年9月12日、アメリカ・ニューヨーク州にて行われたレスリング世界選手権に出場。
2005年4月27日、グアテマラ・グアテマラシティにて行われたパンアメリカン選手権に出場。
2006年9月27日、中国・広州にて行われたレスリング世界選手権に出場。
2007年5月18日、エルサルバドル・サンサルバドルにて行われたパンアメリカン選手権に出場。9月17日、アゼルバイジャン・バクーにて行われたレスリング世界選手権でグレコローマンスタイル84kg級に出場。同月19日、レスリング世界選手権でフリースタイル84kg級に出場。
2008年2月28日、アメリカ・コロラド州コロラドスプリングスにて行われたパンアメリカン選手権に出場。3位に入賞。4月18日、スイス・ヴァレー州マルティニーにて行われた北京オリンピック選考会に出場。続く5月3日、ポーランド・ワルシャワで行われたオリンピック選考会に出場するが結果を出せず本戦に出場できなかった。
2009年4月22日、ベネズエラ・マラカイボにて行われたパンアメリカン選手権に出場。9月21日、デンマーク・ヘアニングにて行われたレスリング世界選手権に出場。
2011年5月6日、コロンビア・リオネグロにて行われたパンアメリカン選手権に出場。9月16日、トルコ・イスタンブールにて行われたレスリング世界選手権に出場。
2012年2月3日、ブルガリア・ソフィアにて行われたダン・コロフ & ニコラ・ペトロフ国際大会に出場。2位に輝く。3月23日、アメリカ・フロリダ州キシミーにて行われたロンドンオリンピック選考会に出場。3位という結果を残すが、続く4月27日と5月4日に行われた選考会で結果を出せず本戦に出場できなかった。11月30日、ブラジル・リオデジャネイロにて行われたコパ・ブラジルに出場。2位に輝く。
2013年7月15日、チリ・サンティアゴ・デ・チレにて行われた南米選手権に出場。2位に輝く。9月16日、ハンガリー・ブダペストにて行われたレスリング世界選手権に出場。
2014年よりフリースタイルでの階級を86kgへと変更。2月11日、キューバ・ハバナにて行われたグランマカップに出場。3月8日、チリ・サンティアゴ・デ・チレにて行われたサウスアメリカンゲームスに出場。3位に入賞。7月15日、メキシコ・メキシコシティにて行われたパンアメリカン選手権に出場。9月8日、ウズベキスタン・タシュケントにて行われたレスリング世界選手権に出場。
2015年4月26日、チリ・サンティアゴ・デ・チレにて行われたパンアメリカン選手権に出場。9月10日、アメリカ・ネバダ州ラスベガスにて行われたレスリング世界選手権に出場。
2016年5月6日、トルコ・イスタンブールにて行われたリオデジャネイロオリンピック選考会に結果を出せず本戦に出場できなかった。

### WWE

#### NXT
2015年10月、アメリカのメジャープロレス団体であるWWEとディベロップメント契約を交わし入団。トレーニング施設であるWWEパフォーマンスセンターにてプロレスの基礎を学ぶ。
2016年7月8日、傘下団体であるNXTのNXT Liveにてプロレスラーデビューを果たす。ニコ・ボゴイェビッチと組んでオーサーズ・オブ・ペイン（サニー・ディンサ & ギジム・セルマーニ）と対戦するが敗戦した。8月13日、NXT Liveにてティノ・サバテリと対戦。試合が開始する前よりリング上でマイクアピールを行うサバテリに対してゴングが鳴ると同時に丸め込み3カウントを奪い、プロレスラーとしてのキャリア初勝利を飾った。
2018年10月28日、EVOLVE・EVOLVE 114に参戦。セザル・ボノーニをセコンドに率いてジョー・ゲイシーと対戦。最後にゲイシーからパワーボムを仕掛けられようとしたところを回避するとジャンピング・ニーからラウンドキックへと繋げて勝利した。

## 得意技

### フィニッシュ・ホールド
バックスピンキック
ニー・バー
　相手の両脚を交差させて極める。

### 打撃技
コンビネーション
　脇腹へのパンチと腹部へのパンチの後、ニーリフトで相手が尻もちをついたところに、側転からのシングルレッグ・ドロップキックをきめる。
エルボー・スタンプ
ボディ・ブロー
パウンド
ニーキック
ジャンピング・ニー
ラウンドキック
回し蹴りと同じ技。

### 投げ技
ジャーマン・スープレックス
ウェイストロック・テイクダウン

## その他
- ニックネームであるボリナイクス（bolynikes）はレオニダスが率いた軍隊の名前から由来している[38]。
- ブラジル国内ではレスリング技術の高さを評価されてホナウド・ソウザ、アントニオ・ホジェリオ・ノゲイラとアントニオ・ホドリゴ・ノゲイラのノゲイラ兄弟など総合格闘家のコーチを担当していた[39][40]。
- 2016年、WWEに在籍中、リオデジャネイロオリンピックのフリースタイル86kg級部門にて出場が決まりかけるも落選している[41][42]。

## レスリングの表彰
84kg級
- 2008年 - パンアメリカン選手権 : 3位
- 2012年 - ダン・コロフ & ニコラ・ペトロフ国際大会 : 2位
- 2012年 - コパ・ブラジル : 2位
- 2013年 - 南米選手権 : 2位

86kg級
- 2014年 - サウスアメリカンゲームス : 3位